# Oxynoemacheilus persa
Oxynoemacheilus persa és una espècie de peix pertanyent a la família dels balitòrids i a l'ordre dels cipriniformes.

## Etimologia
L'epítet persa fa referència al seu lloc d'origen: Pèrsia, l'actual Iran.

## Descripció
Fa 14 cm de llargària màxima.

## Hàbitat i distribució geogràfica
És un peix d'aigua dolça, demersal i de clima subtropical, el qual viu a Àsia: el llac Urmia i els rius Kor i Pulwar a l'oest de l'Iran.

## Observacions
És inofensiu per als humans i el seu índex de vulnerabilitat és de baix a moderat (31 de 100).